# Louise Evans
Louise Evans (7 de octubre de 2000) es una deportista de Reino Unido que compite en atletismo. Ganó una medalla de oro en el Campeonato Europeo de Atletismo Sub-20 de 2019, en la prueba de 4 × 400 m.